# دلگرخ
شهرستان دِلگِرِخ (به زبان مغولی: Дэлгэрэх сум، [Delgerex sum]؛ ᠳᠡᠯᠭᠡᠷᠡᠬᠦ ᠰᠤᠮᠤ، [delgerekü sumu]) یک شهرستان (سُوم) در مغولستان است که در استان دورنوغوبی واقع شده‌است. دلگرخ ۴٬۸۵۸٫۱۰ کیلومتر مربع مساحت دارد.

## تقسیمات اداری
شهرستان دِلگِرِخ متشکل از ۴ قصبه (باغ) می‌باشد، شامل:
- آمان‌شاند (مغولی: Аман шанд баг، [Aman šand bag]؛ ᠠᠮᠠᠨ ᠱᠠᠩᠳᠠ ᠪᠠᠭ، [aman šaŋda baɣ])
- بومبات (مغولی: Бумбат баг، [Bumbat bag]؛ ᠪᠤᠮᠪᠠᠲᠤ ᠪᠠᠭ، [bumbatu baɣ])
- چاغات‌خاد (مغولی: Цагаанхад баг، [Cagaanxad bag]؛ ᠴᠠᠭᠠᠨ ᠬᠠᠳᠠ ᠪᠠᠭ، [čaɣan qada baɣ])
- خونغور (مغولی: Хонгор баг، [Xongor bag]؛ ᠬᠣᠩᠭᠣᠷ ᠪᠠᠭ، [qoŋɣor baɣ])